# André Dubonnet
André Dubonnet, né le 28 juin 1897 à Paris et mort le 23 janvier 1980 à Maule dans les Yvelines, est un industriel, pilote de chasse, athlète, coureur automobile et inventeur français.

## Biographie

### Famille

#### Origines
André Dubonnet est né le 28 juin 1897 dans le 4e arrondissement de Paris dans un milieu particulièrement fortuné.
Il est le fils de Marius Aimé Joseph Dubonnet (1855-1910), producteur de vin de quinquina, fondateur de la Société nautique de la Basse-Seine, trésorier de l'Académie des sports, et de Flore Leblanc (1862-1945), et le petit-fils et héritier de Joseph Dubonnet (1818-1871), inventeur du célèbre apéritif Dubonnet, un vin tonique au quinquina qui a fait la fortune de la famille. André et son frère aîné Émile, passent leurs vacances en Normandie, dans la villa Les Mouettes à Houlgate, élégante station balnéaire proche de Cabourg.

#### Descendance
En décembre 1922, André Dubonnet épouse Claude Sampieri (1903-1995), fille du comte Charles Sampieri (1863-1930) et d'Irène Cahen d'Anvers, (1872-1963), et petite-fille du banquier Louis Cahen d'Anvers, et dont il aura deux filles, France (épouse de Pierre Midy, président des Laboratoires Midy, puis d'Alain Danet) et Lorraine (fondatrice de l'agence de mannequins Association Model Ideal, décoratrice d'intérieur).
En mars 1932, il se marie en secondes noces avec Xenia Howard-Johnston (divorcée de Theodore Zichy (en) et sœur de Clarence Howard-Johnston (en)). Veuf, il épouse Ruth Obre (divorcée du peintre Walter Dean Goldbeck et de Paul Manca-Amat de Vallombrosa) en avril 1937, dont il divorce en mars 1957. Enfin en juillet 1958, il épouse en quatrièmes noces Élise Curtis à Neuilly-sur-Seine.
D'une autre relation, André Dubonnet laisse également un fils naturel.

### Adolescence
Leur père, passionné de sport, pousse ses enfants à se dépasser. Disposant de considérables moyens et, pour assurer la publicité de sa société, il sponsorise de nombreuses manifestations sportives. Il se passionne pour les bateaux de course qu'il pilote à Monaco, jusqu'à son décès qui survient en juillet 1910. Les affaires de la société sont alors prises en main par le mari de sa fille aînée, René Lalou, par ailleurs avocat à la cour d'appel de Paris. Les affaires sont florissantes, et permettent à Émile de pratiquer de nombreux sports : football, escrime, cyclisme, patinage sur glace, baseball, course automobile... et également l'aérostation. Émile réalise sa première ascension en ballon en 1906, puis participe à la Coupe aéronautique Gordon Bennett 1907, 1908 (Berlin), 1909 (Zurich) et 1911 (Kansas City). Le 8 janvier 1912, il bat le record du monde de distance parcourue en ballon, en couvrant une distance de 1 954 km entre Lamotte-Beuvron en France et Sokolowska en Russie.
Grands amis de Roland Garros, ils se passionnent pour l’aviation. Émile sera l’un des premiers aviateurs à survoler Paris en avion : il réalise dans le sillage du comte de Lambert, le deuxième survol de la capitale, entre Draveil et Bagatelle, à une altitude variant entre 50  et   100 mètres. Le jeune André, suivant les traces de son frère aîné, apprend très tôt à conduire une automobile et assiste aux meetings d'aviation auxquels participe Émile. Il réalise son premier vol à l'âge de 13 ans, en 1910, comme passager sur l'avion de son frère. 

### As de l'aviation
Quand éclate la Première Guerre mondiale, le 2 août 1914, André Dubonnet, jeune homme sportif et élevé dans une ambiance patriote, brûle d'aller se battre. Mais il n'est encore âgé que de 17 ans, vient tout juste d'obtenir son baccalauréat, et n'a pas encore accompli son service militaire. Mineur, il a besoin d'une autorisation parentale pour pouvoir s'engager. Son père étant décédé, seule sa mère peut l'autoriser. Morte d'inquiétude, elle refuse de voir partir son jeune fils. André Dubonnet doit la menacer d'aller s'engager à la Légion étrangère pour obtenir sa signature.
Engagé volontaire le 3 mars 1915, il est affecté successivement au 41e régiment d'artillerie lourde, comme simple soldat de 2e classe et conducteur automobile. Il demande sa mutation dans l'aviation et l'obtient le 11 octobre 1915, alors qu'il vient d'être muté au 103e régiment d'artillerie lourde. Il passe à l'école de Buc (Yvelines) le 4 décembre 1915, mais n'entame pas le circuit des écoles de pilotage. Il est rappelé le 25 février 1916 au 117e régiment d'artillerie. Après avoir été instruit à l’école d’artillerie de Bourges au maniement du « Crapouillot » (obusier de tranchée) il passe le 21 avril 1916 au 41e régiment d'artillerie de Douai, qui est stationné à Pontavert face au Chemin des Dames. Après avoir combattu à Verdun, il revient dans l'aéronautique le 31 mai 1916 en étant muté à la 66e section du 1er Groupe d'aérostation à Saint-Cyr-l'École. Son frère Émile y sert comme sous-lieutenant observateur aérien sur ballon captif, et devient le commandant de l'unité le 10 juin, ce qui peut expliquer cette affectation privilégiée. 
André Dubonnet passe dans l'aviation en octobre 1916 et rejoint le premier groupe d'aviation le 29 janvier 1917. Après avoir suivi des cours théoriques à l'école d'aviation militaire de Dijon, il obtient le 29 mars 1917, son brevet de pilote militaire no 5800 à l'école d'aviation militaire d'Ambérieu. Après des stages de perfectionnement et de Haute école aux écoles d’aviation militaire d’Avord et de Pau, il est nommé brigadier en avril 1917, et affecté au Groupe des divisions d'entraînement au Plessis-Belleville dans l'attente de son affectation dans une unité opérationnelle. Il devient pilote au sein de l’escadrille française de Venise en Italie. Basée sur l'île du Lido, l'escadrille N 561 est chargée de protéger la ville contre les attaques de l'aviation autrichienne. Mais celle-ci se révèle peu combative, et les rencontres avec l'ennemi sont rares. Cette affectation convient parfaitement à certains pilotes. Ce n'est pas le cas d'André Dubonnet, qui brûle d'affronter l'ennemi dans le ciel. Il profite de sa première permission à Paris pour faire jouer ses relations et se faire muter dans une escadrille sur le front français. Grâce aux relations de son père dans le monde politique, il réussit au-delà de ses espérances, et il obtient la plus prestigieuse : il est affecté à la célèbre escadrille N3/SPA 3 du groupe de chasse 12 dite des Cigognes le 17 septembre 1917. Il la trouve en grand deuil : l'as des as Georges Guynemer vient de tomber au combat six jours plus tôt. Il effectue sa première patrouille le 24 septembre 1917 dans le secteur de Champagne où est stationnée l'escadrille. Le 16 novembre 1917, il est promu maréchal des Logis. 
Il effectue un dernier vol le 8 décembre 1917, avant que se produise un regrettable incident : profitant du mauvais temps qui réduit l'activité aérienne, il quitte son unité sans permission pour aller faire la fête dans la capitale. Pratique courante chez les pilotes, et tolérée, mais à condition de rester discret et de ne pas croiser un supérieur. C'est précisément ce qui lui arrive : probablement pour avoir trop fait la fête, il est ramassé par une patrouille de gendarmerie et reconduit dans son escadrille. Son supérieur, le capitaine Georges Raymond, le dégrade et le renvoie dans son arme d'origine. Redevenu officiellement brigadier le 11 décembre 1917, il est renvoyé le 16 décembre au 41e régiment d'artillerie et passe l'hiver dans les tranchées.
Son régiment se retrouve exposé en première ligne lors de la grande offensive allemande de printemps sur la Somme, au cours de laquelle les troupes britanniques qui tiennent le secteur sont anéanties. Alors que son unité bat en retraite, de Guiscard à Noyon, le brigadier Dubonnet se distingue par son courage, recevant le 7 avril 1918 la citation suivante à l'Ordre du régiment :

« Chargé d'accompagner un convoi de tracteurs, a fait preuve d'une activité remarquable en dépannant des camions qui étaient restés entre les lignes pendant la nuit du 24 au 25 mars 1918 et a réussi à ramener les deux pièces de 75 qui étaient portées par ces camions. »

Profitant de la reconnaissance de son colonel pour avoir sauvé deux précieuses pièces d'artillerie, il retrouve son grade de maréchal des Logis et obtient de revenir dans l'aviation le 25 avril 1918. Il revient à la SPA 3. L'ambiance est glaciale avec son chef d'escadrille, le capitaine Raymond. Elle se réchauffe avec les premiers succès aériens que ramène André Dubonnet, qui ne sont pas un luxe pour la SPA 3 qui a perdu ses plus grands as.
En mai 1918, toujours sur SPAD XIII décoré du chat publicitaire des apéritifs Dubonnet, il remporte trois victoires aériennes successives, dont deux partagées avec l’as américain Franck Baylies qui sera abattu quelques semaines plus tard. Il remporte son premier succès le 3 mai : en patrouille avec Baylies dans la région de Montdidier, ils attaquent ensemble un avion biplace allemand qui s'écrase au sol et brûle entre Montdidier et Faverolles. Il reçoit pour cela une citation le 9 mai Le 10 mai, il obtient une seconde victoire lors d'une patrouille avec Baylies et le sergent Clément. Dubonnet et Baylies abattent chacun un biplace, qui tombent entre Faverolles et Piennes. Le 31 mai, toujours en patrouille avec Baylies, ils interceptent deux biplaces ennemis entre Montdidier et Faverolles. Un avion allemand est vu tomber à l'ouest du bois Notre-Dame et la victoire sera homologuée en commun à Baylies (sa 12e victoire) et Dubonnet. 
André Dubonnet détruit un ballon d'observation ennemi le 13 juin 1918, conjointement avec le sergent Fernand Chavannes, au prix d'une forte frayeur : au moment où il tire le Drachen, six Pfalz surgissent. Chavanne conserve de l'altitude pour empêcher les Pfalz de tirer Dubonnet, qui rentre en rase-mottes. 
Le 17 juin 1918 est une journée tragique pour André Dubonnet. Il décolle pour une patrouille avec Baylies et le sergent Macari. Ils aperçoivent trois triplans, mais hésitent à les attaquer, les prenant pour des appareils amis (les Britanniques mettent en effet en ligne le Sopwith Triplan). Mais ce sont des Fokker Dr.I. André Dubonnet reçoit une balle dans le bouchon du réservoir d'essence au-dessus de sa tête, et deux entre les jambes. Baylies n'a pas autant de chance. Posté au-dessus de lui à plus haute altitude dans un nuage, un quatrième Fokker resté inaperçu pique sur lui et l'abat dans le secteur de Rollot. Il s'agit du Leutnant Rudolf Rienau (1898-1921) de la Jasta 21, futur as. C'est la deuxième des six victoires qu'il remportera durant la guerre. La perte de l'as Franck Baylies est durement ressentie par la SPA 3, particulièrement par André Dubonnet qui gardera longtemps des photos du pilote américain dans ses affaires personnelles.
Épuisé par deux mois de combats intenses durant les offensives allemandes de printemps, il bénéficie d'une permission du 8 au 20 juillet 1918. Après son retour à la SPA 3, il remporte une double victoire le 16 août 1918, partagée avec deux autres pilotes de chasse. En début de matinée, il participe à une patrouille de six SPAD, réduite à cinq par une panne. Ils se retrouvent pris dans un combat contre plusieurs chasseurs allemands et mélangés avec des appareils anglais. Il tire sur un Fokker et pense le toucher, mais le perd de vue. Quittant la mêlée, il remarque un biplace ennemi visé par la DCA au-dessus de Ribeaucourt. Il le tire et le voit s'écraser à 9 h 20 près de Roye-Champien-Balâtre, mais la victoire lui sera homologuée en commun avec le capitaine Joseph Battle, chef de la SPA 103, qui revendique à la même heure un biplace qui s'écrase à Carrépuis, à proximité du lieu de revendication de Dubonnet. Ce dernier redécolle à 11 heures avec pour équipier le sergent Brière. Il repère un biplace Rumpler qui tente de regagner ses lignes, poursuivi par quatre SPAD de la SPA 26, dont le capitaine Joseph de Sevin chef d'escadrille. Tout le monde le tire : de Sevin, Brière et Dubonnet. L'avion tombe près de Balâtre-Gruny. Il sera homologué à Dubonnet et De Sevin.
Hospitalisé à l'hôpital complémentaire no 11 du Val-de-Grâce du 9 au 14 octobre, il termine la Grande Guerre avec à son actif six victoires et six citations,.
Il est décoré de la Médaille militaire et de la croix de guerre 14-18.

### Pilote de course

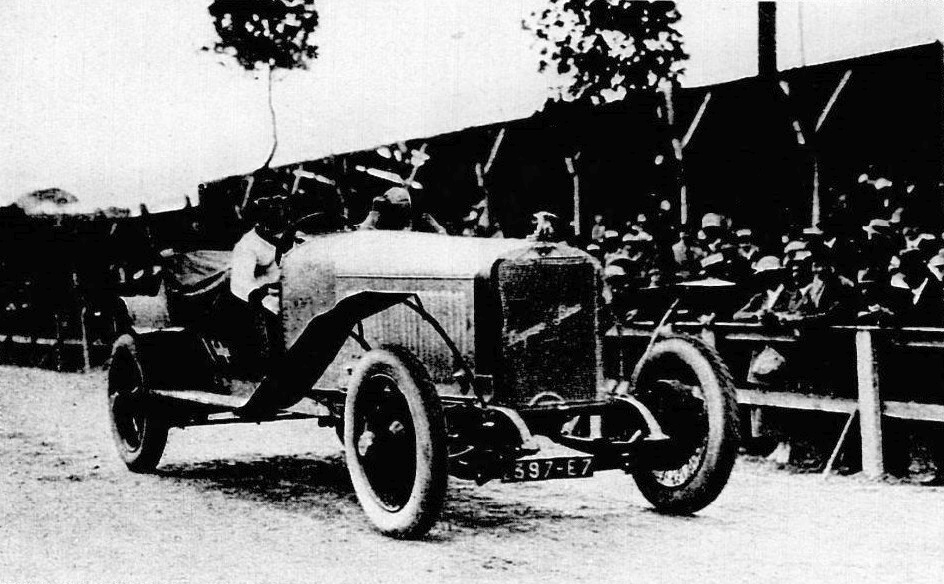
André Dubonnet vainqueur de la première Coupe Georges Boillot en 1921, sur Hispano-Suiza 7L. I6.

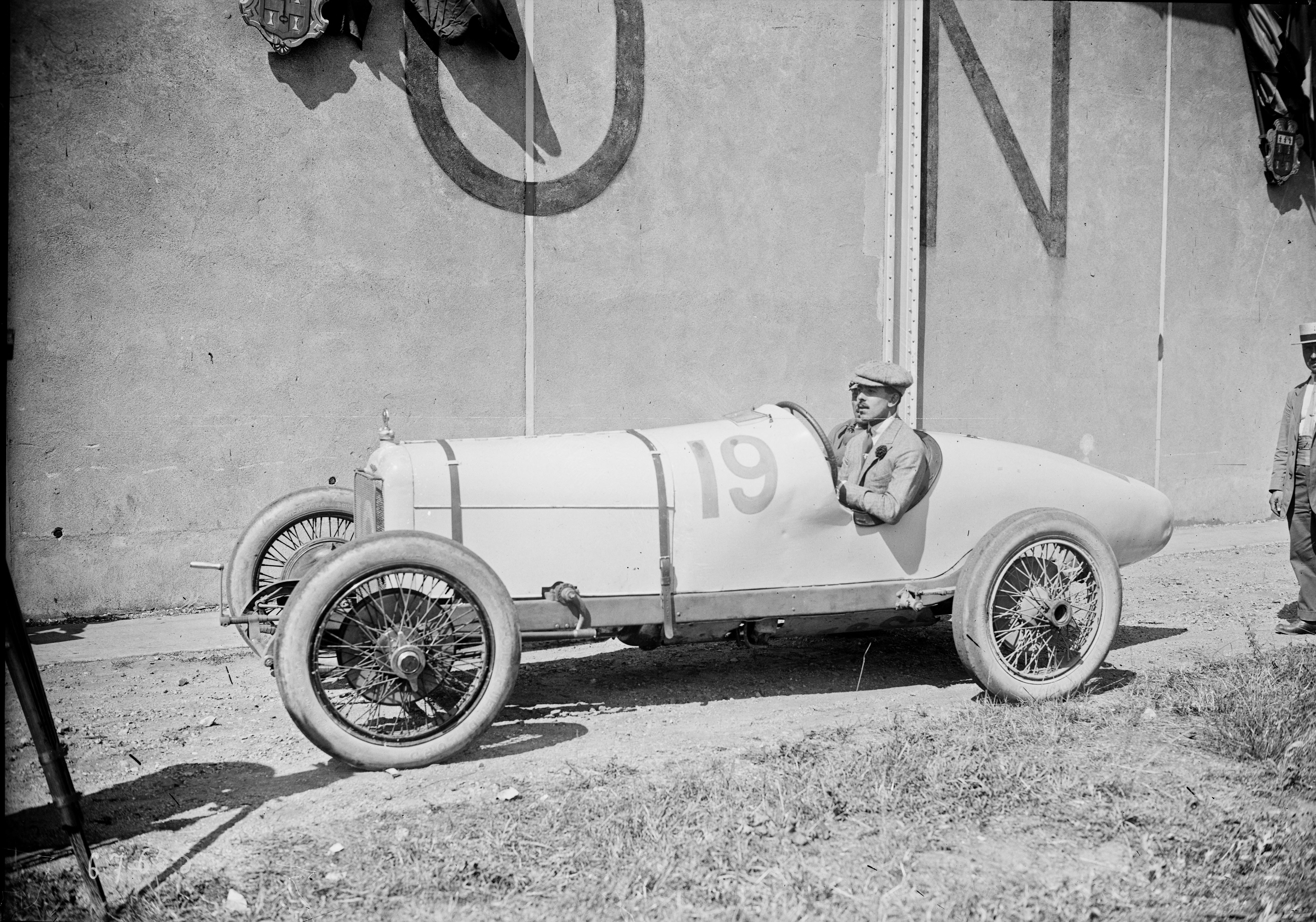
Dubonnet au Grand Prix de France 1921 (4e).

À partir de 1921, André Dubonnet se lance dans la compétition automobile et ce jusqu’en 1928, avec une première période « Hispano-Suiza » et une seconde « Bugatti ».
C’est avec une Hispano-Suiza 6 cylindres 7 Litre 32 CV « Spéciale », préparée par ses soins, qu’il participe à la première Coupe des voiturettes Georges Boillot à Boulogne-sur-Mer, épreuve qu'il remporte à la moyenne de 104,7 km/h sur 374 kilomètres.
Il réédite sa participation en 1922, mais doit alors abandonner sur sortie de route dans le troisième tour.
Il remporte par contre la victoire quelques mois plus tard au Grand prix d'automne à Monza.
On le retrouve en 1923 à Lasarte en Espagne, au volant d’une Hispano-Suiza H6 Type Boulogne : il termine cette fois deuxième du Grand Prix de Guipúzcoa, derrière l'espagnol Eduardo Martin sur Bignan au temps absolu (celui-ci en classe inférieure devant accomplir moins de tours), et il remporte la catégorie 5 (plus de 4,5 L.) devant Léonce Garnier sur le même modèle.
Alors qu’Hispano-Suiza vient d’abandonner la course automobile pour se concentrer sur la production de véhicules haut-de-gamme, André Dubonnet s'engage à la Targa Florio de 1924 avec une Hispano-Suiza H6 C, surnommée « Tulipwood », équipée d’un nouveau moteur 46 CV de 8 L de cylindrée, et surtout habillée d’une carrosserie fuselée unique réalisée par le constructeur d’avion Nieuport en lames de bois de rose (tulipwood en anglais) cintrées à la vapeur et rivetées sur une coque en aluminium. André Dubonnet termine sixième du classement de la course, après avoir battu le record sur le trajet Paris-Nice à 85 km/h de moyenne. Il avait déjà obtenu une première fois ce même record en 1921, alors sur une Hispano-Suiza occupée par quatre personnes et leurs bagages, en 12 heures et 35 minutes pour 942 kilomètres de trajet,.
L’année suivante, en avril, il termine cinquième de la même épreuve italienne.
Vient alors le temps pour lui de passer sur Bugatti. Il achète une Bugatti Type 35, intègre l’équipe usine du constructeur, et participe encore en 1926 à la Targa Florio en finissant une nouvelle fois cinquième.
C’est après avoir remporté, au Mans, le Grand Prix Bugatti en 1928 qu’il abandonne la compétition.

### Athlète
À l’âge de 30 ans, André Dubonnet est sélectionné pour participer à l’épreuve de bobsleigh par équipe aux Jeux olympiques d'hiver de 1928 à Saint-Moritz. L’équipe de France terminera 15e.

### Inventeur

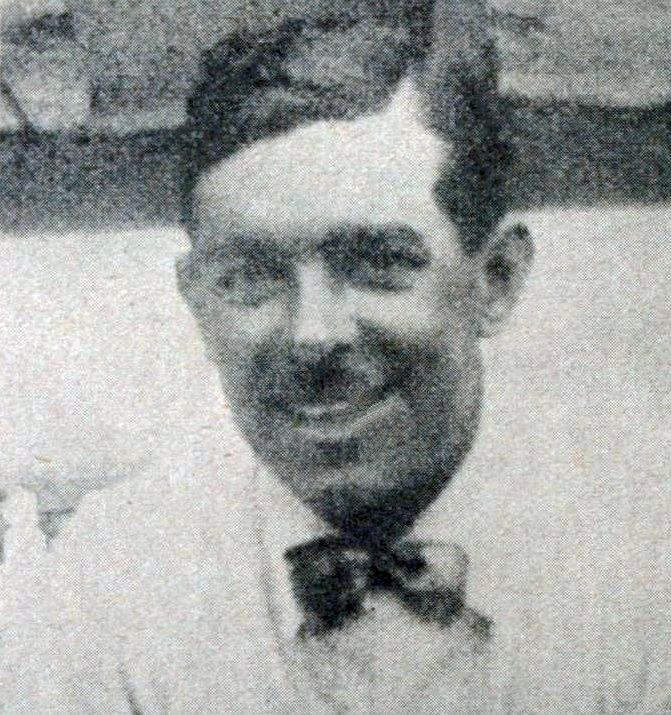
André Dubonnet en 1936.

Dès 1927, André Dubonnet s’associe à l’ingénieur Antoine-Marie Chedru pour mettre au point une suspension à quatre roues indépendantes qui donnera lieu à des dépôts de brevets, y compris aux États-Unis, à partir de 1931.
Pour mettre en valeur son invention, André Dubonnet expose sur son stand, au Salon de l’Automobile de Paris de 1932, un châssis Hispano-Suiza H6 B 46 CV carrossé par Daste équipé du « Système Dubonnet » à quatre roues indépendantes. 
Chaque roue possède un boîtier empli d’huile dans lequel se trouvent des ressorts hélicoïdaux. 
Un système de leviers permet à un bras porte moyeux d’agir sur ces derniers qui, à l’avant, pivotent en fonction de la direction prise par les roues.
André Dubonnet entreprend alors d’aller commercialiser son brevet, qui suscite beaucoup d’intérêt dans l’industrie automobile (SIMCA et FIAT en équiperont certains modèles), aux États-Unis où il bénéficie de nombreux contacts. Une photo le montre sur le pont du paquebot SS CHAMPLAIN à son arrivée à New York le 20 décembre 1932.
La licence du Système Dubonnet est ainsi concédée à General Motors qui en équipera des Chevrolet pour finalement abandonner pour des questions de fiabilité.
Fin 1935, André Dubonnet présente son projet super aérodynamique « Dolphin », étudié avec l’ingénieur Chedru, berline de quatre places avec porte d’accès par l’avant, destinée à la production en série, en forme de poisson, affublée d’une grande dérive arrière et de larges prises d’air, avec moteur arrière Ford V8 de 21 ch pour 3,6 L de cylindrée.
Le 24 mars 1936, sur le circuit de Montlhéry, André Dubonnet pilote la Dolphin et atteint, face à une Ford V8 type 68, des records en termes de vitesse (174 km/h de moyenne) et en matière de faible consommation.
La Dolphin est acquise par la Ford Motor Company dans le cadre d’un programme de recherche qui demeurera sans suite.
En janvier 1936, André Dubonnet est fait chevalier de l'ordre national de la Légion d’honneur.
Enfin, en 1938, André Dubonnet présente son ultime création, l’extraordinaire « Xenia », du nom de son épouse défunte, superbe coach aux lignes futuristes, dessiné par Jean Andreau puis carrossée par le célèbre Jacques Saoutchik, et basée sur un châssis-moteur d’Hispano-Suiza J12.

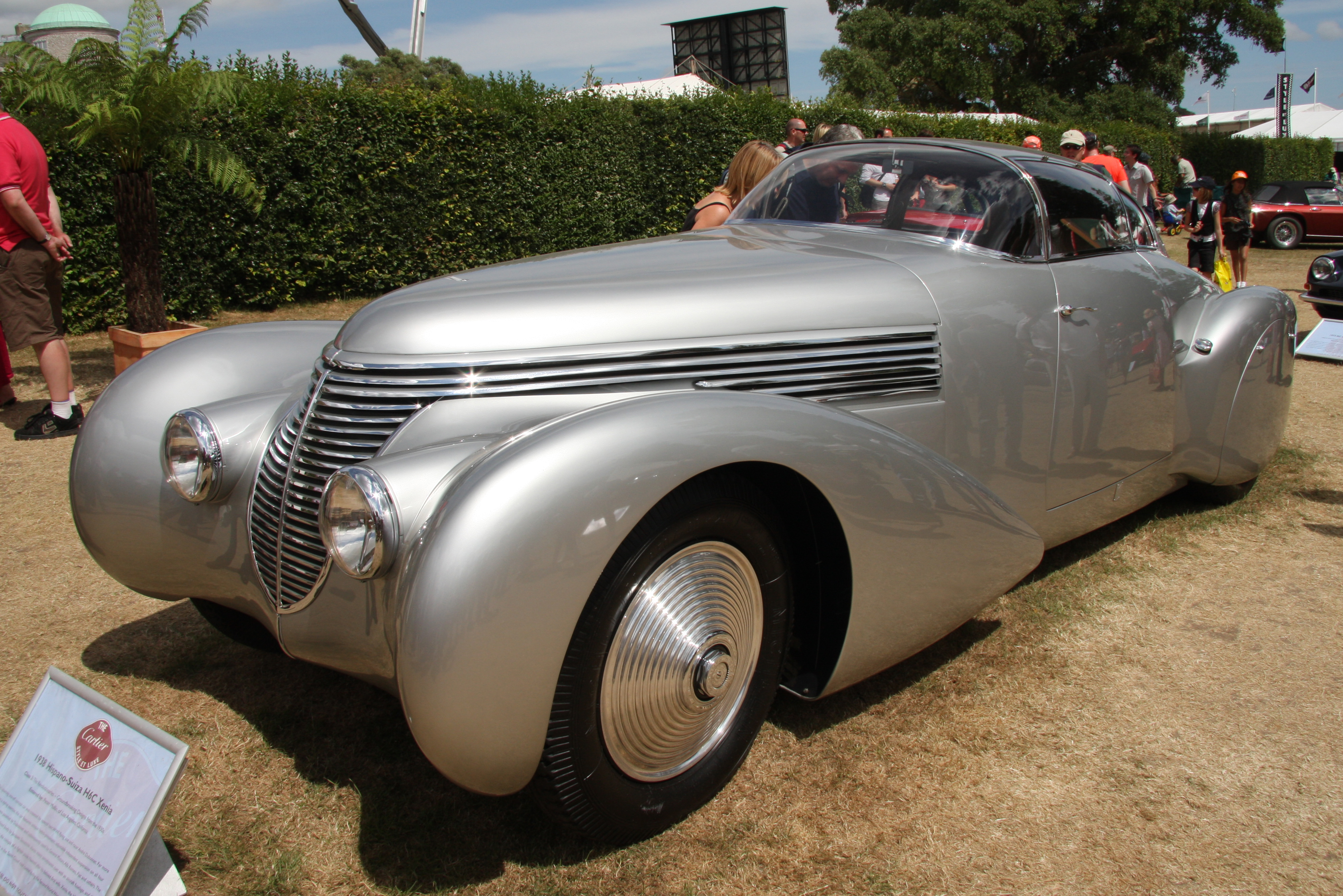
Hispano Suiza Xenia de 1938.

La Xenia, comme la Tulipwood, magnifiquement restaurées, vedettes internationales des concours d’automobiles classiques, sont considérées comme des chefs-d’œuvre de l’art automobile des années 1920-1930.
Lieutenant de réserve en 1939, André Dubonnet s’engage en 1940 et part - avec sa famille et son chauffeur - s’entraîner au pilotage du chasseur Morane-Saulnier MS.406 à Chartres, avant de participer à la campagne de France en juin avec le GC I/2.

### L’après-guerre
Demeurant à Neuilly-sur-Seine, il se rend souvent dans sa villa d’Antibes, conçue par l’architecte américain Barry Dierks très en vogue sur la Côte d’Azur, non loin de la pointe Bacon, et portant trois plaques à son entrée affichant « Dubo-Dubon-Dubonnet ».
Il y reçoit artistes, célébrités et hommes politiques. Ainsi, en 1953, Jacques Henri Lartigue prend en photo dans les jardins de la villa un jeune sénateur américain encore inconnu, John Kennedy.
Dans le courant des années 1960, la société Dubonnet est cédée au groupe Italien Cinzano.
André Dubonnet est membre du Conseil d’Administration de la société Simca pendant plusieurs années avant que la marque ne disparaisse à son tour.
André Dubonnet se lance alors, de manière visionnaire, mais à fonds perdus, dans la recherche sur l’énergie solaire.
Il meurt le 23 janvier 1980 à Maule dans les Yvelines, il est inhumé à Pringy en Seine-et-Marne.

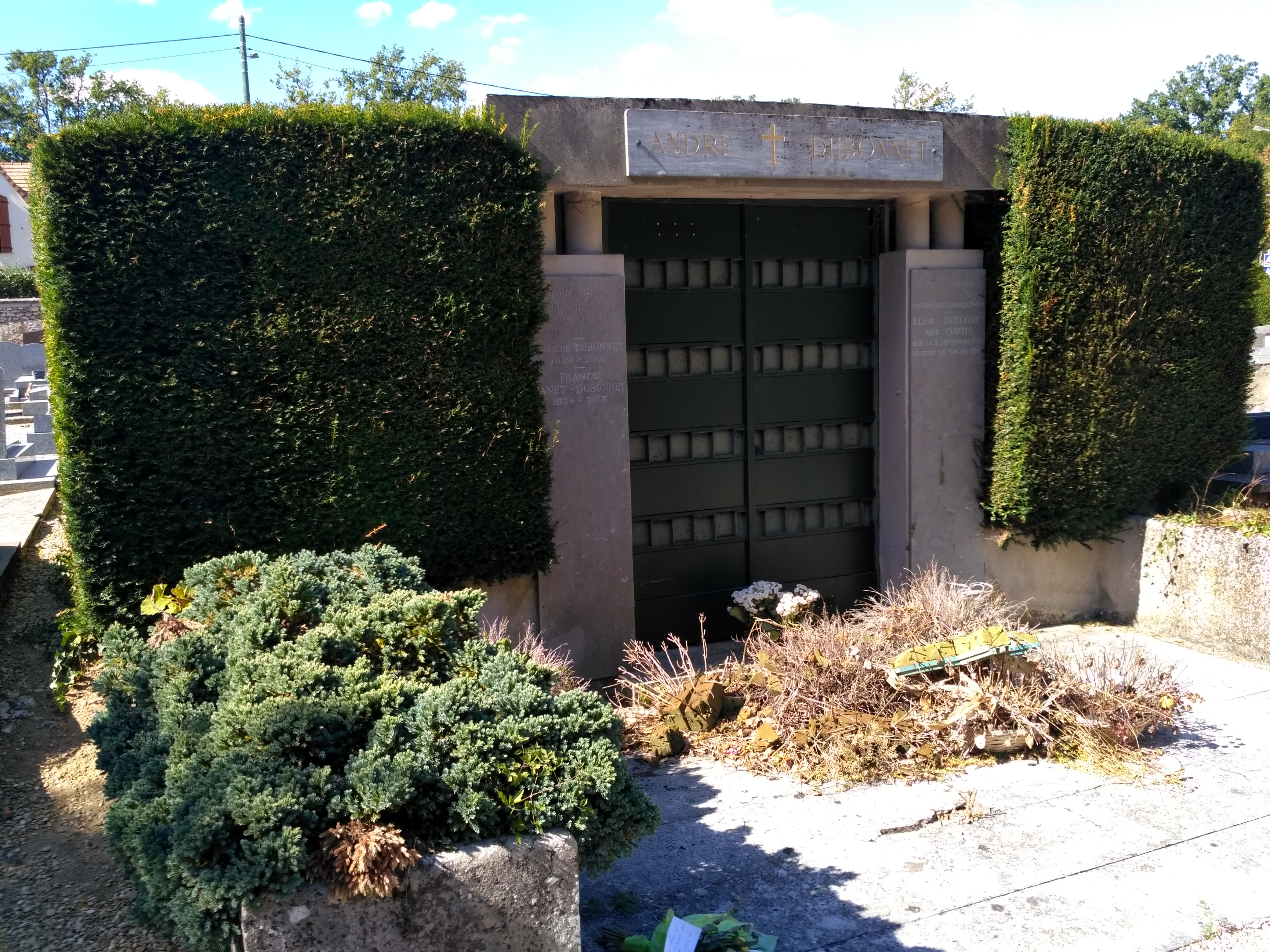
Tombe d'André Dubonnet

## Décorations
- Chevalier de la Légion d'honneur
- Médaille militaire (1918)
- Croix de Guerre 1914-1918
- 6 citations (dont deux pour faits de guerre 1939-1945)